# Okada Jukiko
Okada Jukiko (岡田 有希子; Hepburn: Yukiko Okada; Nagoja, 1967. augusztus 22. – Jocuja, 1986. április 8.) japán énekesnő volt aki 1983-ban megnyerte a Star Tadzsó! című tehetségkutató műsort. 18 éves korában, máig tisztázatlan okok miatt öngyilkosságot követett el. Japán egyik legendás énekesnőjévé vált.

## Élete a karrier előtt
Okada 1967. augusztus 22-én született a Szató család második kislányaként. Az általános iskolában szeretett könyveket olvasni, leginkább a képregényeket szerette, tanárai szerint tehetséges volt, művészlélek, aki csak a művészi alkotásokat értékelte igazán. A középiskolában Okada énekesnő szeretett volna lenni, ezért elment minden tehetségkutató műsor meghallgatására, de sehol nem adtak neki lehetőséget a szereplésre fiatal kora miatt. Végül a Star Tadzsó! című műsor szerkesztői döntöttek úgy, hogy fiatal kora ellenére megengedik neki, hogy szerepeljen. Okada bebizonyította, hogy van helye a műsorban, a nézők nagyon szerették. Nem volt csoda hát, hogy 1983-ban meg is nyerte a tehetségkutatót.

## Karrier
1984. április 21-én Okada kiadta első single lemezét, ez volt a First Date. Hatalmas siker lett. Akkoriban Jukkóként emlegették. Ennek az volt az oka, hogy Okada egy műsorban annyira izgult, hogy Jukiko helyett Jukkót mondott, amikor megkérdezték, mi a művészneve.
Még ebben az évben megnyerte a Rookie of the Yeart az év daláért, második single lemezéért, a Dreaming Girlért. 
Okada vezető szerepet játszott egy televíziós drámában, a Kindzsirareta Marikóban, 1985-ben. Közben kislemezei és első nagylemeze az Oricon lista első helyeire kerültek.

## Halála
1986. április 8-án a Sun Music épületben menedzsere egy gázzal teli szobában találta a 18 éves Okadát, keze vérzett, felvágta az ereit. A lány egy szekrényben guggolt, és zokogott. Két órával később az énekesnő leugrott a hétemeletes Sun Music épület tetejéről, és szörnyethalt. A mai napig nem tudni, miért lett öngyilkos. A megrázó haláleset miatt sokan utánozni kezdték öngyilkosságát, több tucatnyian lettek öngyilkosok az országban. A japánok ezt Jukiko-szindrómának nevezték el.
Okada Jukikót ma Japánban az egyik legnagyobb legendaként tartják számon, több millió rajongója van.

## Diszkográfia

### Stúdiólemezei
- 1984 - Cinderella
- 1985 - Fairy
- 1985 - Dzsúgacu no ningjo
- 1986 - Venus Tandzsó

### Posztumusz lemezek
- 2002 - All Songs Request
- 2010 - Okurimono III

### Válogatáslemezek
- 1984 - Okurimono
- 1985 - Okurimono II

### Kislemezek
- 1984 - First Date
- 1984 - Little Princess
- 1984 - Dreaming Girl - Koi hadzsimemasite
- 1985 - Futari Dake no Ceremony
- 1985 - Summer Beach
- 1985 - Kanasii jokan
- 1985 - Love Fair
- 1986 - Kucsibiru Network
- 1986 - Hana no Image (posztumusz dal)
- 2002 - Believe in You (posztumusz dal, 2002-es verzió - előbb kiadásra nem került)